# Длужнево-Дуже
Длужнево-Дуже (пол. Dłużniewo Duże) — село в Польщі, у гміні Старожреби Плоцького повіту Мазовецького воєводства.
Населення — 149 осіб (2011).
У 1975-1998 роках село належало до Плоцького воєводства.

## Демографія
Демографічна структура станом на 31 березня 2011 року:
|          | Загалом | Допрацездатний вік | Працездатний вік | Постпрацездатний вік |
| -------- | ------- | ------------------ | ---------------- | -------------------- |
| Чоловіки | 76      | 12                 | 55               | 9                    |
| Жінки    | 73      | 23                 | 33               | 17                   |
| Разом    | 149     | 35                 | 88               | 26                   |